# Jarosław Ćwiek-Karpowicz
Jarosław Grzegorz Ćwiek-Karpowicz (ur. 1981 w Warszawie) – polski socjolog, politolog, specjalista nauk o bezpieczeństwie i dyplomata, doktor habilitowany nauk społecznych. Adiunkt na Wydziale Nauk Politycznych i Studiów Międzynarodowych Uniwersytetu Warszawskiego. Dyrektor Polskiego Instytutu Spraw Międzynarodowych (od 2024).

## Kariera zawodowa
Absolwent V Liceum Ogólnokształcącego im. Księcia Józefa Poniatowskiego w Warszawie (2000). Finalista Olimpiady Wiedzy o Polsce i Świecie Współczesnym (1999). Ukończył studia magisterskie w zakresie politologii (2005) i socjologii (2009) na Uniwersytecie Warszawskim oraz roczne studium europejskie w Instytucie Nauk Politycznych w Strasbourgu (2005). Stypendysta Fundacji na rzecz Nauki Polskiej (2008–2009). 7 lipca 2010 uzyskał na ówczesnym Wydziale Dziennikarstwa i Nauk Politycznych UW stopień doktora nauk humanistycznych w zakresie nauk o polityce na podstawie pracy Ewolucja rosyjskiej elity władzy centralnej w latach 2000–2008, której promotorem był Tadeusz Bodio. 27 września 2019 na tym samym wydziale, noszącym już wówczas nazwę Wydziału Nauk Politycznych i Studiów Międzynarodowych UW, uzyskał stopień doktora habilitowanego nauk społecznych w dyscyplinie nauk o bezpieczeństwie na podstawie dorobku naukowego i pracy Bezpieczeństwo energetyczne Rosji.
Należał do kadry naukowo-dydaktycznej Instytutu Nauk Politycznych UW, gdzie był sekretarzem Zakładu Badań Wschodnich (2005–2009) oraz kierownikiem studiów eurazjatyckich (2013–2014). Po reorganizacji wydziału w 2019, w ramach której instytuty zostały zastąpione przez katedry, znalazł się w zespole Katedry Bezpieczeństwa Wewnętrznego.
W latach 2005–2008 pracował w Instytucie Spraw Publicznych w Warszawie, kierowanym wówczas przez Lenę Kolarską-Bobińską, na stanowisku badacza i koordynatora projektów europejskich. Odbył staże naukowo-badawcze w Instytucie Europy Wschodniej na Uniwersytecie w Bremie (2008) oraz w Niemieckiej Radzie Polityki Zagranicznej (DGAP) w Berlinie (2011).
W latach 2009–2016 pracował w Polskim Instytucie Spraw Międzynarodowych (PISM), gdzie zajmował stanowiska analityka-głównego specjalisty, koordynatora programu Europa Wschodnia oraz kierownika Biura Badań i Analiz. W 2015 był stypendystą amerykańskiego programu rządowego International Visitor Leadership Program (IVLP). W 2016 roku został radcą ds. ekonomicznych w Ambasadzie RP w Rydze, w 2019 przeszedł na stanowisko radcy ds. ekonomicznych i naukowych w placówce w Tel Awiwie, a następnie został kierownikiem referatu ds. politycznych i ekonomicznych w Stałym Przedstawicielstwie RP przy OECD w Paryżu, którym od 1 listopada 2023 do listopada 2024 kierował jako chargé d’affaires.
W 2024 wygrał konkurs na dyrektora PISM. 5-letnią kadencję rozpoczął 29 listopada tego samego roku.
Jest autorem ponad kilkudziesięciu analiz, raportów, ekspertyz i artykułów naukowych z zakresu stosunków międzynarodowych, energii, klimatu i opinii publicznej. Włada biegle językiem angielskim, francuskim, rosyjskim i w podstawowym zakresie hebrajskim.

## Wybrane publikacje książkowe
- Bezpieczeństwo energetyczne Rosji, Oficyna Wydawnicza ASPRA, Warszawa 2018
- Sankcje i Rosja, Wyd. PISM, Warszawa 2015 (redakcja)
- Polska-Chiny. Ocena współpracy gospodarczej polskich przedsiębiorców z Chinami, Raport KPMG-PISM, Warszawa 2013 (współredakcja)
- Partnerstwo w kryzysie? Współpraca energetyczna Niemiec i Rosji w regionie Morza Bałtyckiego, Raport PISM, Warszawa 2012 (redakcja)
- Polityka energetyczna Rosji, Raport PISM, Warszawa 2011.
- Rosyjska elita władzy centralnej w latach 2000–2008, Oficyna Wydawnicza ASPRA, Warszawa 2011
- Polityka europejska Warszawy i Berlina w prasie niemieckiej i polskiej, Wyd. ISP, Warszawa 2008 (wraz z B. Ociepka, A. Łada)
- Edukacja obywatelska w Niemczech i w Polsce, Wyd. ISP, Warszawa 2008 (wraz z E. Siellawa-Kolbowska, A. Łada)
- Polscy posłowie do Parlamentu Europejskiego. Aktywność i wpływ na krajową scenę polityczną, Wyd. ISP, Warszawa 2007
- Rosyjska elita o Unii Europejskiej – tradycja i współczesność, Wyd. Elipsa, Warszawa 2007